# 珍 (歌手)
珍瑪·葛莉芬（英語：Jemma Griffiths；1975年5月18日—），藝名珍（英語：Jem），是一名威爾斯歌手、音樂創作人、音樂製作人。出生且成長在威爾斯珀納斯，她在早年就開始音樂創作。在1996年大學畢業之後，她成為一名DJ，並在布萊頓與他人共同成立唱片公司Marine Parade。2002年之前，她主要專注在創作和演唱她自己的音樂上，並與包括Guy Sigsworth、Yoad Nevo、Ge-Ology等人在內的許多美國製作人共同創作她在2004年3月24日通過ATO唱片發行的首張錄音室專輯《Finally Woken》裡的歌曲。專輯中的單曲《They》、《Just a Ride》、《Wish I》受到歡迎，該專輯在美國、加拿大、日本、歐洲都獲得了亮眼的銷量和榜單成績。珍在2008年9月18日發行了她的第二張專輯《Down to Earth》。珍的音樂風格多樣，包括神遊舞曲、電子音樂、流行搖滾、新浪潮音樂，樂評家經常將她和包括Dido和Beth Orton在內的英國女歌手聯繫在一起。

## 音樂作品

### 錄音室專輯
- 《Finally Woken》（2004）
- 《Down to Earth》（2008）
- 《Beachwood Canyon》（2016）

### 迷你專輯
- 《It All Starts Here...》（2003）

## 外部連結
- 官方網站 （页面存档备份，存于）